# 天气

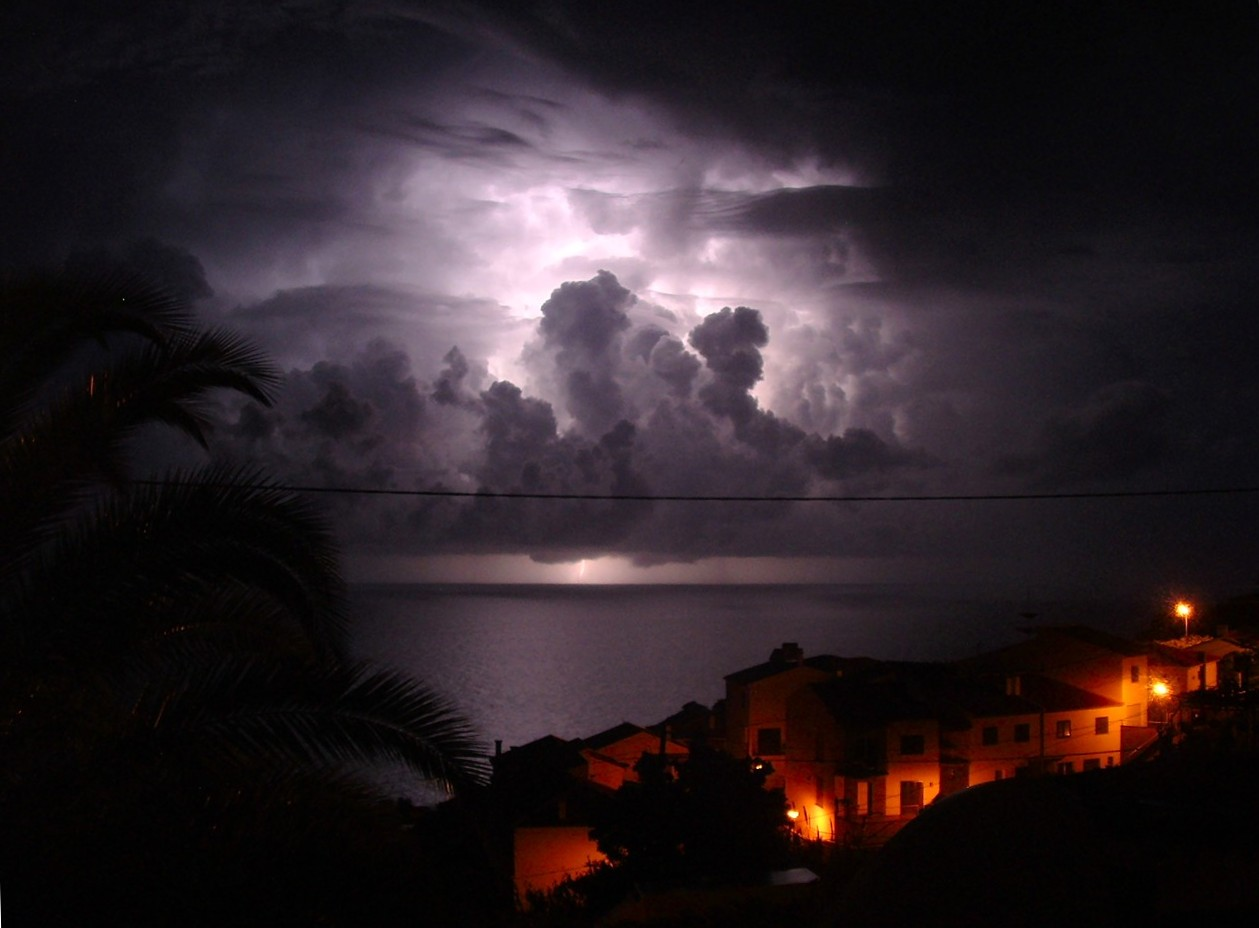
馬德拉加拉乔附近的雷暴

天气表示大气在某個特定時間和空間的狀態，能够反映大气的冷热、干湿、平静程度，云量等。绝大多数天气现象发生在平流层之下的对流层。天气具有5個要素：氣溫、降水、風（包括風向和風速）、濕度和氣壓，其中最重要的是温度和降水。天氣通常是描述每日的各要素情況，而气候是指一段长时间内的平均大气状况，基本均以儀器測量的數值和基於數值的分類方式（如高溫、小雨、風級等）來描述。如果没有特别指明，“天气”一般指的是地球上的天氣。

## 基本原理
天气现象主要源于不同地方的温度差异。从大的尺度来看，接近赤道的地区单位面积接收到的太阳能总的来说比其他地区大。从较小的尺度来看，不同的下边界（如地面和海洋）由于不同的物理性质，吸收太阳能的效率也不同。
温度差异会导致气压差异。若某个表面的温度较高，表面上的空气就会被加热并膨胀上升，表面处的气压就会降低，周围的空气会来补充，于是空气运动产生风。另外科里奥利力会影响气流的运动方向。许多复杂的天气现象都源于这样一个简单的系统，好比海陆风。
天氣密度（溫度和濕度）是由一個地方和另一個之間的差異。這些差異可能是由於從熱帶太陽的角度在任何特定地點，由不同緯度。極地和熱帶空氣之間的強烈的溫度反差引起的噴流。在天氣系統中緯度地區，如溫帶氣旋，造成噴流的不穩定性。由於地球的軸是相對於它的軌道平面傾斜，陽光是在一年中不同時期的不同角度的事件。在地球表面的溫度範圍40°C（100°F至-40°F）的一次。幾千年來，地球軌道上的變化影響地球接收的太陽能量和分佈，並影響長期氣候和全球氣候變化。
表面溫度反過來的差異造成的壓力差。天氣預報是科學和應用技術，預測國家未來某個時間和位置的大氣。天气是一個混沌系統，系統內部分微小的變化，可以影響整體。貫穿人類歷史，人類有時試圖控制天氣，有證據表明，人類活動（如農業和工業）在不經意間改變天氣模式。
研究其他行星上的天氣有助於了解地球上的天氣。太陽系著名的地標－木星的大紅斑，是一種反氣旋風暴，已知有至少有300年的歷史。然而，天氣並不限於行星。廣義的天氣可以包含整個星系空間中氣體（氣態及離子態的元素）的變化，恆星的日冕不斷的噴發，在整個太陽系創造一個本質上非常稀薄的氣層。可以說，太陽風這種太陽大規模噴出的運動，也是一種太陽系內的天氣。

## 气象数据
气象学是研究大气运动的科学。下面是天气的主要数据和现象：
- 气温·湿度·气压·云（遮盖率）·风（风向·风力）·降水(雨·冰雹·雪·降水量）·能见度·日照时数
- 雾·雷电·海市蜃楼·彩虹·龙卷风·極光

气象站、轮船、气象气球、飞机、浮标、人造卫星等可以收集气象数据。

## 天气和气候
天气是指一个地区短时间局部的，临时的大气现象。
气候是指一个地区长时间（比如30年）的大气平均物理状态。

## 预报

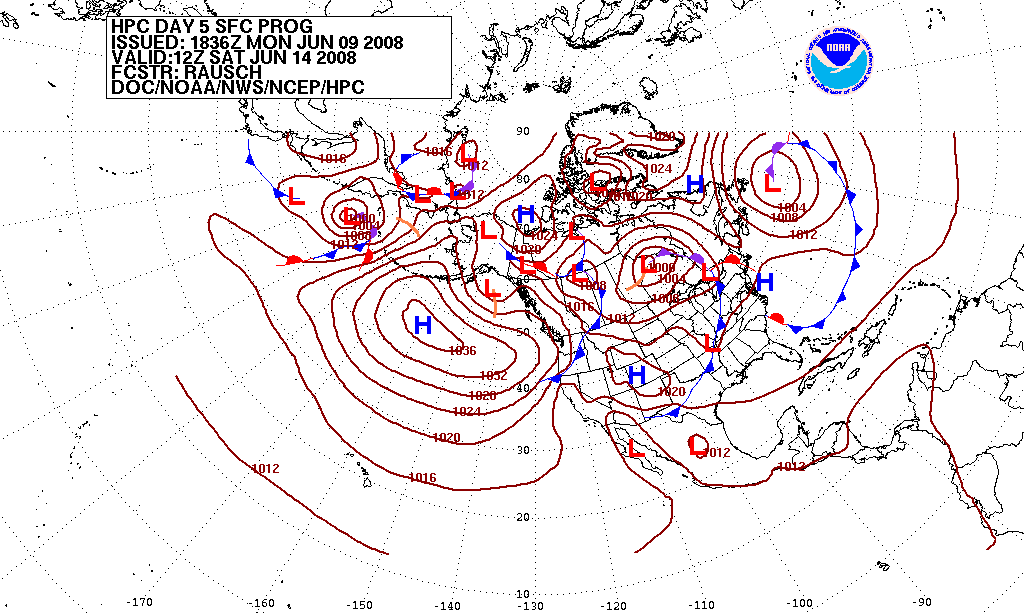
2008年的北美洲氣壓圖

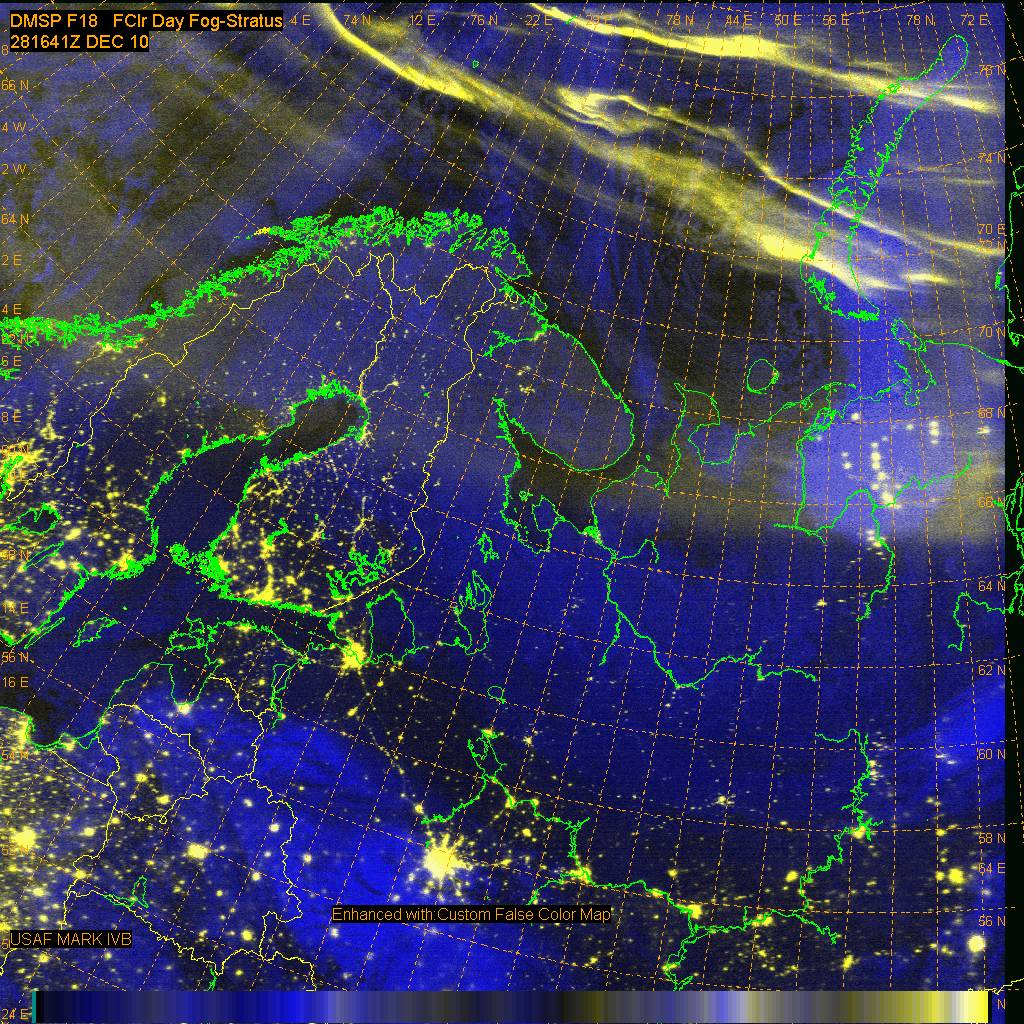
北歐衛星雲圖

天气预报将科技应用于预测大气在未来时刻的指定地点的状态。百万年以前人类就一直试图预测天气，直到19世纪才开始有了正式的天气预报。天气预报需要收集当前大气状态的定量数据，然后运用我们对大气过程的科学理解来预测大气将如何变化。
开始是完全依靠人力来根据气压变化、当前天气状况以及天空情况做预报，现在则使用预报模式预测未来的天气。人力仍然被需要用来挑选最可能优秀的预报模式来做预报，需要考虑模式识别技巧、遥相关、模式效能以及模式偏差。大气的混沌本质、求解描述大气的方程组所需的大量的计算资源、在测量初始情况时所带来的误差、以及对大气过程的仍不完整的理解，种种这些因素使得预报的越早以及预报的时间（预报范围）越长则预报结果越差。集合预报的使用可以帮助我们减小误差和挑选出最可能的结果。
天气预报有各种各样的终端用户。天气警报被用于保护生命和财产，是重要的预报。基于气温和降水的预报对农业很重要，因而也受到股票和期货市场里那些大宗商品交易者的重视。公共事业公司也依靠气温预报来估计未来的需求。每日里，人们参考天气预报来决定日常的穿戴。因为户外活动会被大雨、雪以及寒风所严重影响，人们依靠预报来计划活动和为坏天气做些预先准备。

## 地球上的极端天气

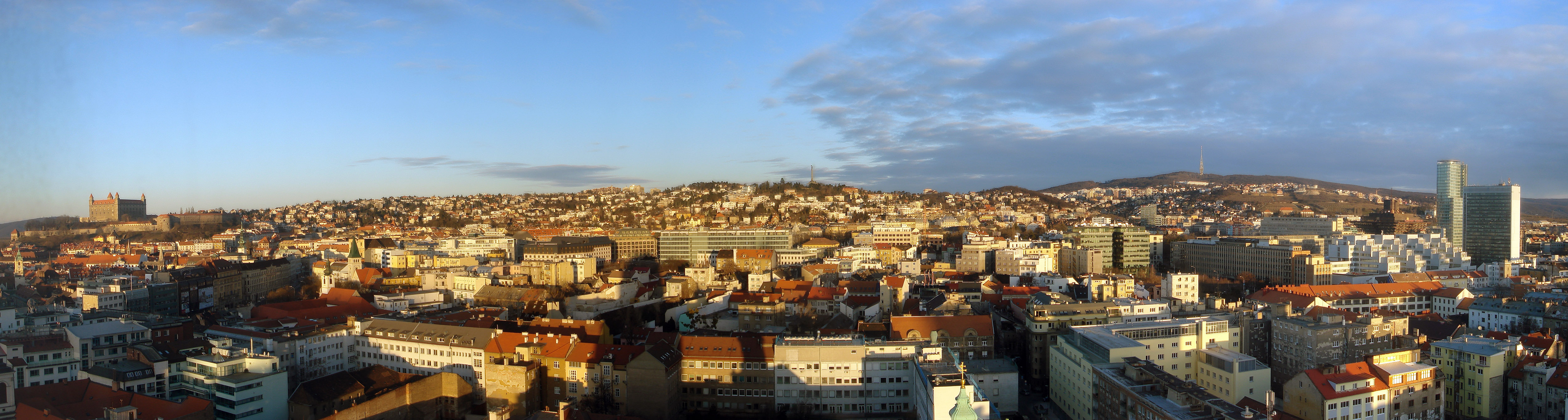
斯洛伐克布拉迪斯拉发清晨的阳光

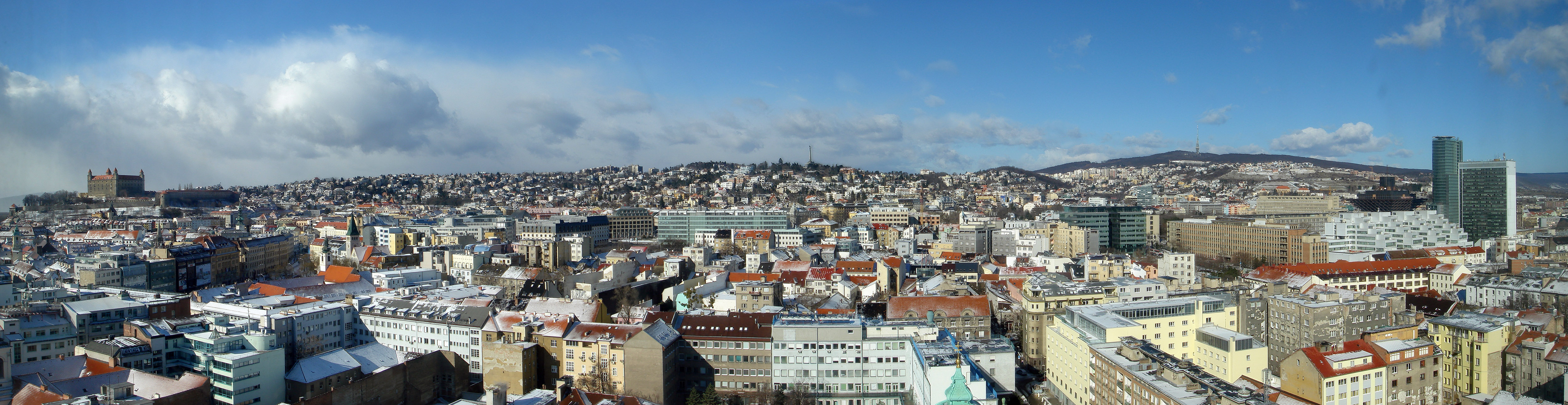
同一区域经过小雪在3小时后

地球上，气温的年平均值在±40°C（从100°F至−40°F）的范围内。整个星球的纬度和气候的大跨度变化范围使得有些地方的极端气温可能会超出这个范围。地球上有记录的最低气温是−89.2 °C（−128.6 °F），发生在1983年7月21日南极的沃斯托克站。有史以来的最高气温是57.8 °C（136.0 °F），发生在1922年9月13日阿齐济耶省，不过这一纪录被人质疑。最高的年平均气温是34.4 °C（93.9 °F），发生在埃塞俄比亚的達洛爾。最低的年平均气温是−55.1 °C（−67.2 °F），发生在南极的沃斯托克站。在人类定居区的最低年平均气温发生在加拿大境内努納武特地区的尤里卡，达到−19.7 °C（−3.5 °F）。

## 太空天气

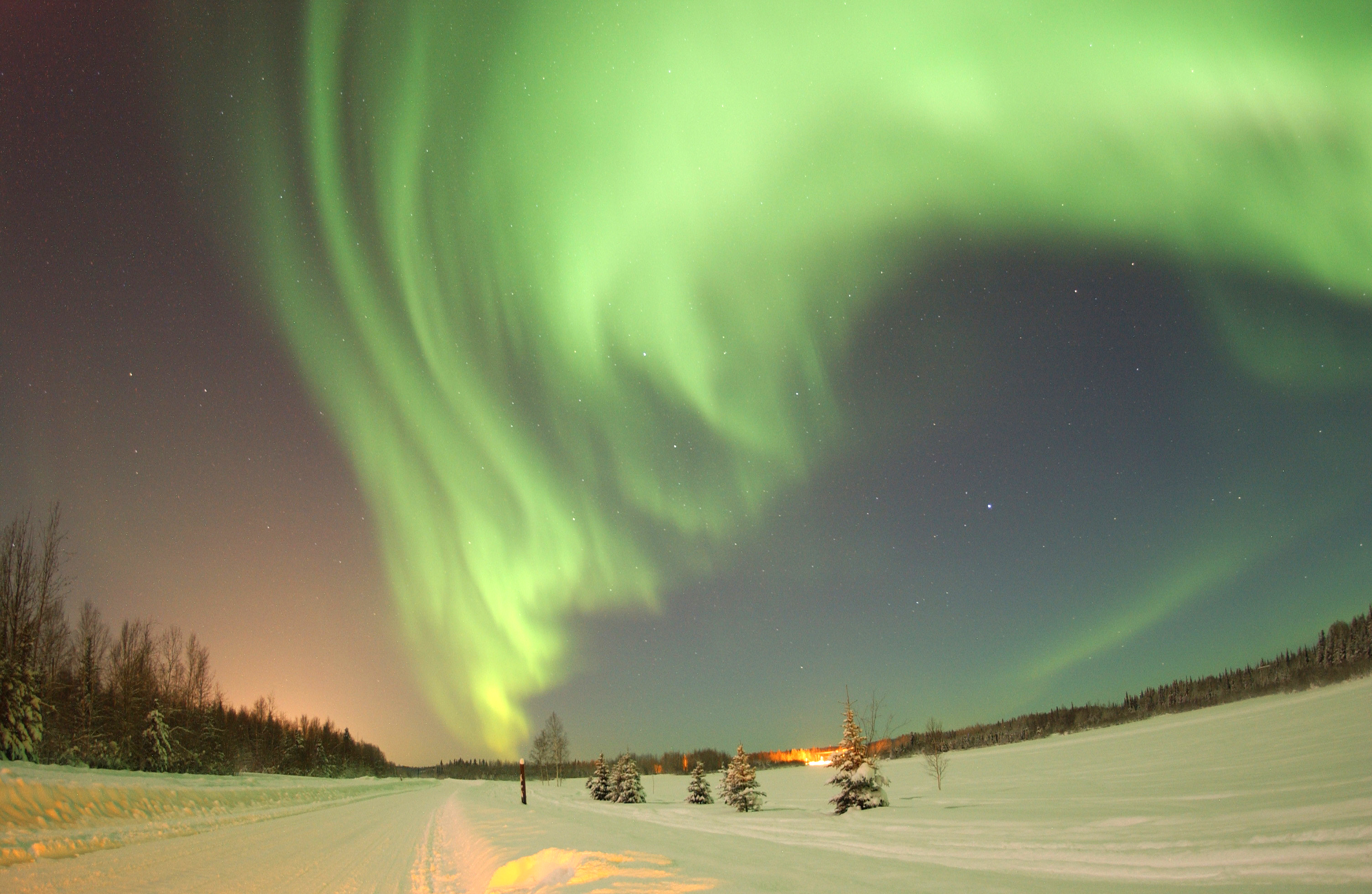
北极光

天气不仅仅发生在行星上。和所有恒星一样，太阳的日冕持续的损耗在太空中，并在整个太阳系产生了一个非常稀薄的大气。太阳喷射出的物质的移动被称为太阳风。太阳表面的大型活动（例如日冕物质抛射）以及太阳风的发生反复无常，使得产生了一个特性与常规天气系统（例如气压和风）相似的系统，常常被称为太空天气。太阳系中日冕物质抛射的范围已经被观察到可以远至土星。太空天气也可能会影响到行星大气，有时还会到星球表面。太阳风和地球大气的相互作用可以产生壮观的极光，也可能对电敏感系统（如输电系统和无线电信号）产生重大损害。